# Teatro comunale L'Idea
Il Teatro Comunale L'Idea è il teatro di Sambuca di Sicilia, costruito tra il 1848 e il 1851. La denominazione di Comunale risale al 1886, anno in cui il comune acquistò il teatro.

## Storia
Venne costruito tra il 1848 e il 1851 vicino all'antica porta di Santa Maria nella Via Grande, oggi corso Umberto I. Le spese furono sostenute da volenterosi cittadini di Sambuca: Domenico Giacone, Salvatore Merlini, Salvatore Ciaccio, Notar Giuseppe Giacone, Antonino Oddo e Gioacchino La Genca, a cui stava a cuore lo sviluppo intellettuale ed il progresso sociale del paese. 
La costruzione, diretta dal capo d'arte sambucese Girolamo Salvato, realizzata a forma di ferro di cavallo con volta a cupola schiacciata, presenta al suo interno un ampio palcoscenico con tre ordini di palchi e la platea con una capienza di 264 posti.
Il sipario e la scenografia furono curati dal palermitano Carini e inizialmente era costituita da una galleria, una reggia, un salotto, una camera con porta al centro, un sotterraneo ed un bosco. 
Mutate le condizioni economiche delle famiglie, il fabbricato, senza manutenzione, rischiò di andare in rovina (le belle scene del Carini tra acqua, polvere e topi si distrussero). Spinti da queste considerazioni i discendenti dei proprietari nel 1886 vendettero il teatro al Comune che iniziò le opere di restauro. Nacque allora una gara tra le maestranze sambucesi per migliorare l'opera e venne realizzato un lucernario in mezzo alla volta per dare luce ed aria alla platea. Gli ebanisti sistemarono le opere in legno e Domenico Ferrara (artefice tra l'altro dell'illuminazione alla Veneziana per Maria SS. dell'Udienza) decorò e dipinse tutte le meravigliose scene che a tutt'oggi si possono ammirare.
Negli anni 50 fu saltuariamente utilizzato come cinematografo, poi fu danneggiato dagli eventi sismici del gennaio 1968.
Nel 1993 fu completato il restauro e riaperto alla pubblica fruizione.

## Architettura
Dopo il restauro la facciata non ha subito grandi cambiamenti. Soltanto l'ingresso principale si è arricchito di una elegante cupola in vetro e ferro battuto. 
Tramite una gradinata di marmo bianco si accede all'ingresso del teatro. Varcato l'ingresso principale si accede a un atrio alla cui sinistra si trova la biglietteria e dal quale si sviluppano tre scale, una principale e due laterali, dalle quali si accede alla platea e ai palchi rispettivamente. 
Internamente ha la forma classica a ferro di cavallo con volta a cupola schiacciata e in esso si possono distinguere tre ordini di palchi, la platea e un ampio palcoscenico. Degne di nota sono le illustrazioni in stile liberty affrescate dal maestro Domenico Ferrara. L'interno è illuminato da un grandioso lampadario in vetro di Boemia.

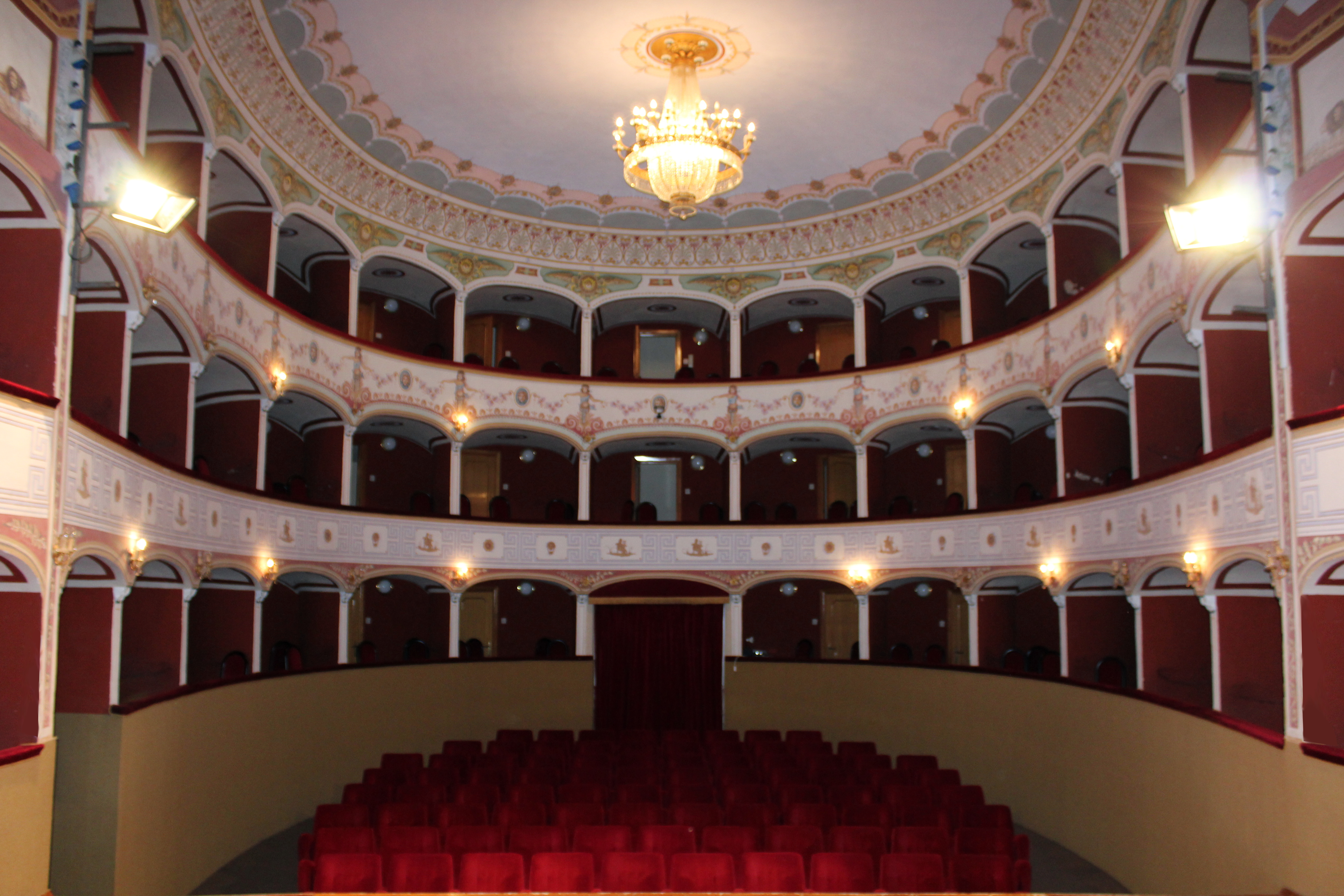
Teatro L'Idea

Al secondo piano è presente un piccolo foyer.